# 一美皇也
一美 皇也（かずみ こうや、2001年 - ）は、大衆演劇の役者。前劇団は若丸一門劇団時遊。中学卒業と共に本格的に舞台に立ち芸を磨いている。

## 経歴と人物
大衆演劇のトップ劇団「南條隆一座とスーパー兄弟」総座長　龍美麗の唯一の弟子である。長年、弟子がいなかった龍美麗が弟子として入団させた。
龍美麗といえば大衆演劇界隈で知らぬ者がいないほどのトップスター。その弟子となれば期待は高い。
年齢:平成13年11月29日生まれ
性別:男
身長:173センチ
足のサイズ:26.5
出身地:広島県
最終学歴:中学卒業
好きな食べ物:ステーキ
結婚:既婚